# La'an Noonien-Singh
La'an Noonien-Singh è un personaggio immaginario dell'universo fantascientifico di Star Trek. Appare in Star Trek: Strange New Worlds, ottava serie televisiva live-action del franchise, dove viene interpretata dall'attrice britannica Christina Chong.
La'an Noonien-Singh è un ufficiale di plancia della USS Enterprise NCC-1701 capitanata da Christopher Pike, dove svolge il compito di capo della sicurezza. È una lontana discendente di Khan Noonien Singh.

## Storia del personaggio
La'an è nata su Alpha I l'8 dicembre 2228, figlia di Ronu Noonien-Singh e Sa'an Noonien-Singh e sorella di Manu Noonien-Singh. La'an è l'unica superstite dalla propria famiglia, catturata dai Gorn durante la sua infanzia, mentre questa viaggiava a bordo dell'astronave colonia SS Puget Sound, e sterminata, poiché depositata su uno dei loro pianeti vivaio, dov'è stata utilizzata come cibo e o contenitori in cui sviluppare i piccoli. La'an venne quindi spedita nello spazio dai Gorn come parte di un rituale, venendo poi salvata dall'equipaggio della USS Martin Luther King Jr. su cui era imbarcata anche l'allora guardiamarina Una Chin-Riley, che l'aiutò a riprendersi e la ispirò per la sua successiva carriera nella Flotta Stellare.
La'an è una lontana discendente di Khan Noonien Singh, un tiranno potenziato che governava un quarto della Terra durante le guerre eugenetiche del XX secolo, messo in ibernazione e in seguito risvegliato dall'equipaggio della USS Enterprise NCC-1701 e quindi divenuto arcinemico di James T. Kirk, che lo affronta nell'episodio della serie classica Spazio profondo e nel film Star Trek II - L'ira di Khan. Durante la sua infanzia è diventata un'esperta del celebre antenato, ma, a causa del suo cognome, ha anche dovuto subire atti di bullismo da parte dei coetanei, venendo chiamata "potenziata" e "mostro", tra gli altri appellativi.
Nel 2259 è stata assegnata alla USS Enterprise con il grado di sottotenente e il ruolo di primo ufficiale pro-tempore in sostituzione di Una Chin-Riley in seguito alla sua scomparsa, divenendo, in seguito al ritrovamento di questa, membro permanente della nave stellare con la funzione di capo della sicurezza.

## Interpreti
La'an Noonien-Singh è interpretata dall'attrice britannica Christina Chong, figlia di un cinese e una inglese. L'attrice ha affermato di riconoscersi nell'infanzia del personaggio, che viene bullizzata a causa del suo cognome che la associa a Khan Noonien Singh, poiché anche lei, dato il suo essere per metà cinese, è stata bullizzata da bambina. L'attrice ha affermato di essersi dovuta documentare molto, poiché non conosceva nulla né della serie classica né di Discovery, ma di aver ugualmente accettato il ruolo sapendo trattarsi di un franchise enorme.
Nell'edizione in lingua italiana della serie televisiva Star Trek: Strange New Worlds, il personaggio di La'an Noonien-Singh viene doppiata da Sara Ferranti.

## Filmografia
- Star Trek: Strange New Worlds - serie TV, 30 episodi (2022-2025)